# Comtesse de Paris
Comtesse de Paris est le nom d'une variété de poire.
Espèce
Classification phylogénétique

## Origine
Le poirier « Comtesse de Paris»[Qui ?] est une variété ancienne obtenue en 1882 par H. Fourcine, à Dreux.

## Description

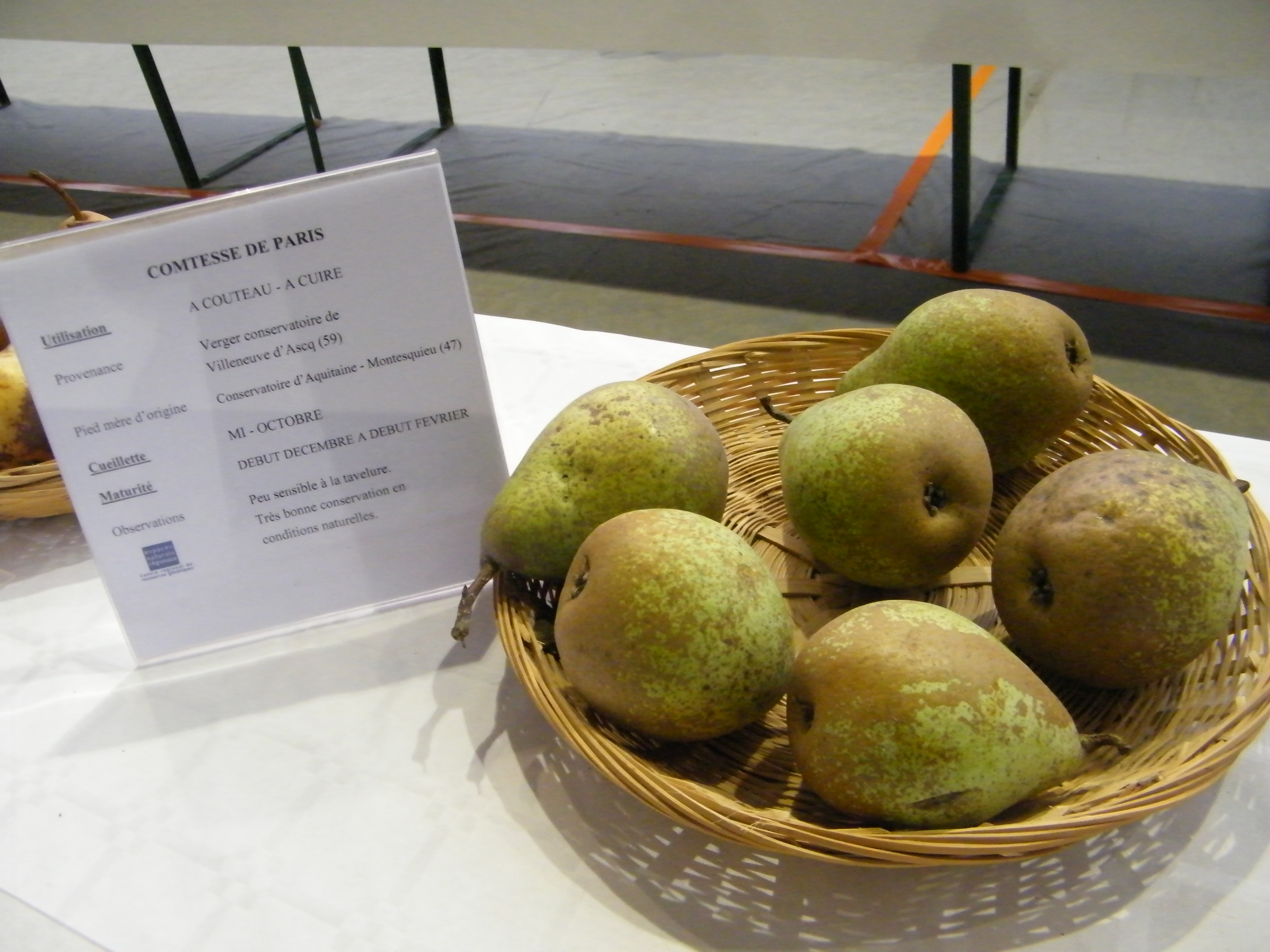
Production du Nord de la France.

L'arbre produit une excellente poire de table. 

### Description du fruit
Le fruit est gros, à peau épaisse et rugueuse, de couleur verdâtre à jaune. Il est parsemé de taches de rouille.
La chair est blanche, légèrement jaune et fine.
Elle est très juteuse, sucrée et parfumée.

### Maturité
La maturité du fruit s'obtient le plus souvent en automne et majoritairement à partir d'octobre.
La récolte se fera de la fin octobre à décembre, selon les régions.
Dans les meilleures conditions, elle se conservera jusqu'en janvier.
C'est la reine des poires d'hiver.

## Culture
Ce poirier préférera un sol argilo-siliceux.
Il pourra être cultivé en moyenne montagne.
Il pourra être formé en gobelet, cordon ou palmette.
Autofertile, il pollinisera des variétés voisines du verger. Néanmoins, la présence d'autres variétés améliore sa productivité.
Le poirier 'Comtesse de Paris' peut être pollinisé, avec l'aide des abeilles notamment, par les poiriers suivants : 'Bonne Louise d'Avranches', 'Clapp's Favorite', 'Williams'. Pour cela, il faut que l'un d'eux se trouve à moins de 100 m de distance pour un bon résultat.
C'est une variété très intéressante en jardin biologique. En effet, elle est peu sensible aux maladies.

## Utilisations
Très bonne poire à croquer fraiche.
En cuisine, elle accompagne le canard et le gibier.